# Вад-Медани
Вад-Меда́ни (араб. ود مدني‎, англ. Wad Medani) — город в Судане, административный центр вилаята Эль-Гезира.

## История
Город был основан в начале XVIII века, с самого начала представляя собой турецко-египетский аванпост. Со временем город развился и окреп, став крупным промышленным центром.

## География
Расположен на западном берегу Голубого Нила, примерно в 136 км к юго-востоку от Хартума, на высоте 414 м над уровнем моря.

## Климат
| Показатель                    | Янв. | Фев. | Март | Апр. | Май  | Июнь | Июль | Авг.  | Сен. | Окт. | Нояб. | Дек. | Год   |
| ----------------------------- | ---- | ---- | ---- | ---- | ---- | ---- | ---- | ----- | ---- | ---- | ----- | ---- | ----- |
| Средний суточный максимум, °C | 32,9 | 34,8 | 38,2 | 40,9 | 41,6 | 39,8 | 36,3 | 34,7  | 35,9 | 38,0 | 36,2  | 33,4 | 36,9  |
| Средняя температура, °C       | 23,6 | 25,3 | 28,7 | 31,3 | 33,1 | 32,3 | 29,8 | 28,6  | 29,1 | 30,0 | 27,3  | 24,3 | 28,6  |
| Средний суточный минимум, °C  | 14,3 | 15,9 | 19,1 | 21,6 | 24,5 | 24,9 | 23,3 | 22,5  | 22,2 | 22,0 | 18,4  | 15,3 | 20,3  |
| Норма осадков, мм             | 0,0  | 0,0  | 0,0  | 1,2  | 13,5 | 28,2 | 88,0 | 112,1 | 45,9 | 16,0 | 1,5   | 0,0  | 306,4 |
| Источник:                     |      |      |      |      |      |      |      |       |      |      |       |      |       |

## Население
По оценочным данным на 2009 год население города составляет 368 021 человек.
Динамика численности населения по годам:
| Год  | Население |
| ---- | --------- |
| 1956 | 52 400    |
| 1973 | 106 715   |
| 1983 | 141 065   |
| 1993 | 211 362   |
| 2009 | 368 021   |

## Экономика
Современный Вад-Медани — это один из самых экономически значимых и сельскохозяйственных регионов страны. Это важный транспортный узел и торговый центр Эль-Гезиры, которая является главным орошаемым районом Судана. В пригородах успешно выращивается хлопок, зерно, арахис, ячмень и домашний скот. Через город проложена железная дорога, а также проходит два Трансафриканских автомобильных маршрута:
1. Шоссе Каир-Кейптаун
2. Шоссе Нджамена-Джибути

В городе расположен университет Аль-Гезира.